# Namibijská černá němčina
Namibijská černá němčina (NČN, anglicky Namibian Black German, NBG, německy Küchendeutsch, v překladu kuchyňská němčina) je africký pidžin, odvozený od němčiny, kterým se mluví v Namibii. Tímto jazykem hovořili hlavně černí namibijští domorodci, kteří se nenaučili standardní němčinu, s tehdejšími německými kolonizátory. Jazyk nikdy neměl rodilé mluvčí, pro všechny lidi, kteří jím mluvili nebo mluví je to až druhý jazyk. Nyní jím mluví několik málo lidí, kterým je více než 50 let.

## Ukázky namibijské černé němčiny
V následující tabulce jsou uvedeny ukázky vět v NČN, pro srovnání je tam uvedena i němčina. Dále je tam uveden český překlad.
| NČN                          | Německy                                               | Česky                      |
| ---------------------------- | ----------------------------------------------------- | -------------------------- |
| Lange nicht sehen            | Lange nicht gesehen                                   | Dlouho jsme se neviděli.   |
| Was Banane kosten?           | Was kostet die/eine Banane?                           | Kolik stojí banán?         |
| spät Uhr                     | es ist spät                                           | Je pozdě.                  |
| Herr fahren Jagd, nicht Haus | Der Herr ist zur Jagd gefahren und ist nicht zu Hause | Pán šel lovit a není doma. |